# Фрашър
Фрашър (на албански: Frashër) е село в Албания в община Пърмет, област Аргирокастро.

## Личности
Родени във Фрашър
- Абдул Фрашъри (1839- 1892), албански възрожденец
- Коле Влашето, деец на ВМОРО в Хрупища, загинал в река Саламбрия[2]
- Наим Фрашъри (1846- 1900), албански възрожденец
- Сами Фрашъри (1850- 1904), албански възрожденец

Свързани с Фрашър
- Али Сами Йен (1886–1951), албански и турски писател, син на Сами Фрашъри